# آخرین تیغه
«آخرین تیغه» (انگلیسی: The Last Blade) یک بازی ویدئویی در سبک بازی مبارزه‌ای است که توسط شرکت اس.ان.کی.، D4 Enterprise، و Hamster Corporation و در سال ۱۹۹۷ و در پلت‌فرم‌های بازی آرکید، پلی‌استیشن همراه، پلی‌استیشن، پلی‌استیشن ۲، Neo Geo، و دریم‌کست منتشر شده‌است.